# Nicolas Schatz
Pas d'image ? Cliquez ici
Nicolas Schatz, né le 20 juillet 1985 à Mâcon, est un pilote français de course de côte.

## Biographie
Il commence le sport automobile en 2004, à 19 ans, déjà en discipline de la montagne.
Il obtient son premier podium en championnat de France à Limonest en 2007. En 2008, il signe sa première victoire scratch en championnat de France en s'imposant à la course de côte des Teurses d'Hébécrevon.
En 2010, il obtient son premier podium dans une course comptant pour le championnat d'Europe, au Mont-Dore en terminant second de l'épreuve. La même année, il devient le plus jeune champion de France de la Montagne, à 25 ans.
En 2013, il a été le copilote de Daniel Elena au Rallye des Vins-Mâcon sur voiture « 00 » Citroën DS3 R3 du team Chardonnet, épreuve organisée par l'ASA du même nom où il est licencié.
En 2014, il remporte la première édition des FIA Hillclimb Masters à Eschdorf, en s'imposant faces aux meilleurs pilotes européens. Il bat à cette occasion le record de la piste. L'équipe française termine quatrième à l'occasion de la nation cup.
Son frère Geoffrey court également en championnat de France, et a remporté le titre de vice-champion de France en 2014 sur Reynard 95. C'est la première fois que deux frères finissent aux deux premières places d'un championnat automobile français.

## Palmarès

### Titres
- Septuple Champion de France de la montagne (consécutivement): 2010 et 2011 sur Lola T94/50 F3000, puis 2012 sur Reynard 99-Formula Nippon, puis 2013, 2014 et 2015 et 2016 sur Norma M20 FC;
- Champion de France de la montagne Espoir: 2006;
- Victoire scratch aux premiers FIA Hillclimb masters en 2014 à Eschdorf.
- Invaincu en 2016 : 12 victoires sur 12 épreuves
- Pilote en European Le Mans Serie en 2017 chez Duqueine Engineering au volant d’une LMP3 Norma M30 avec David DROUX et Antonin BORGA : 2ème des 4heures de Spa-Francorchamps 2017.
- Pilote en Michelin Le Mans Cup chez DB AutoSport en 2018 sur une LMP3 Norma M30 avec Jacques WOLFF : 3ème de la manche d’ouverture Des 24Heures du Mans - Road to Le Mans 2018.
- 2018 - Début en FFSA GT4 avec SCHATZ Compétition sur une Ginetta G55 : Victoire de la course 1 à Dijon- Prenois avec Alain Gaunot.

### Victoires en championnat de France
(plus de 65 succès, acquis entre 2008 et 2015)
- Teurses d'Hebecrevon/Agneaux: 2008, 2010, 2011, 2013, 2014 et 2016
- Vuillafans/Echevannes: 2008, 2010, 2012, 2013, 2014, 2015 et 2016
- Chamrousse: 2010, 2011, 2012, 2013, 2014 et 2016
- Saint-Jean-du-Gard /Col Saint-Pierre: 2010, puis 2011, 2012, 2014 et 2016
- Abreschviller/St Quirin: 2011, 2012, 2013, 2014 et 2016
- Beaujolais Villages: 2011, 2012, 2013, 2014, 2015 et 2016
- Dunières-Auvergne: 2011, 2012, 2013, 2015 et 2016
- Turckheim/ Trois-Épis: 2011, 2012, 2013, 2014, 2015 et 2016
- Limonest/Mont Verdun: 2011, 2012 et 2013 (Pas d'édition entre 2014 et 2016)
- Saint-Gouëno: 2011, 2012, 2013, 2014, 2015 et 2016
- Mont-Dore/Chambon sur Lac: 2011, 2012, 2013, 2014, 2015 et 2016
- La Pommeraye: 2012, 2013, 2014 et 2016
- Bagnols/Sabran: 2011, 2012, 2013, 2014 et 2016
- La Broque: 2009

## Distinction
- Espoir Échappement de l'année en 2009.